# Leelai Demoz
Leelai Demoz (* 1968) ist ein US-amerikanischer Filmproduzent, Dokumentarfilmer und Drehbuchautor, der für sein 2001 gedrehtes Werk On Tiptoe: Gentle Steps to Freedom für einen Oscar nominiert wurde.

## Leben
Demoz absolvierte die Northwestern University und ist Sohn eines verstorbenen Linguistik-Professors, der dort auch unterrichtete. Zusammen mit dem Schauspieler Jeremy Piven gründete Demoz die Produktionsfirma Luscious Mayhem Productions.
Er ist verheiratet.

## Filmografie
Demoz betätigte sich vereinzelt als Schauspieler, beispielsweise 1985 für T.J. Hooker, ist aber auch als Produzent tätig:
- 2006: Jeremy Piven’s Journey of a Lifetime
- 2012–2013: Hardcore Pawn

## Auszeichnungen
Gewonnen
- 2001: International Documentary Association Award – „Short Documentaries“ für On Tiptoe: Gentle Steps to Freedom (2000)

Nominiert
- 2001: Oscar – „Best Documentary, Short Subjects“ für On Tiptoe: Gentle Steps to Freedom
- 2002: Emmy – „Outstanding Cultural and Artistic Programming - Long Form“ für On Tiptoe: Gentle Steps to Freedom